# Kalabrische Kiefer
Die Kalabrische Kiefer (Pinus brutia), auch als Türkische Kiefer oder Östliche Mittelmeer-Kiefer bezeichnet, ist eine Pflanzenart aus der Gattung der Kiefern (Pinus) innerhalb der Familie der Kieferngewächse (Pinaceae). Das natürliche Verbreitungsgebiet liegt im östlichen Mittelmeerraum, rund um das Schwarze Meer und in Westasien. Es werden vier Varietäten unterschieden. Die Art Pinus brutia als gesamtes wird als nicht gefährdet eingestuft, die Varietät Pinus brutia var. pityusa gilt jedoch als gefährdet, und der Grad der Gefährdung der Varietät Pinus brutia var. eldarica kann aufgrund fehlender Daten zum tatsächlichen Verbreitungsgebiet nicht eingeschätzt werden. 

## Beschreibung

### Erscheinungsbild
Die Kalabrische Kiefer wächst als immergrüner Baum, der Wuchshöhen von bis zu 30, vielleicht sogar 35 Metern erreicht. Der Stamm ist gerade oder leicht gebogen, manchmal auch gegabelt und hat einen Brusthöhendurchmesser von bis zu 150, ausnahmsweise auch bis zu 210 Zentimetern. Die Stammborke ist dünn, orangebraun und wird nur im unteren Bereich des Stammes großer Bäume dick, tief längs gefurcht und schuppig. Die Borke zerbricht dann in längliche, blassbraune bis rotbraune Platten. Die Äste stehen waagrecht oder aufgerichtet und bilden eine pyramidenförmige bis gerundete, offene Krone. Die benadelten Zweige sind dünn, 3 bis 5 Millimeter dick, kahl und werden durch Pulvini abgefallener Nadelscheiden rau. Junge Triebe sind anfangs bläulich grün, dann gelblich braun und später grau.

### Knospen und Nadeln

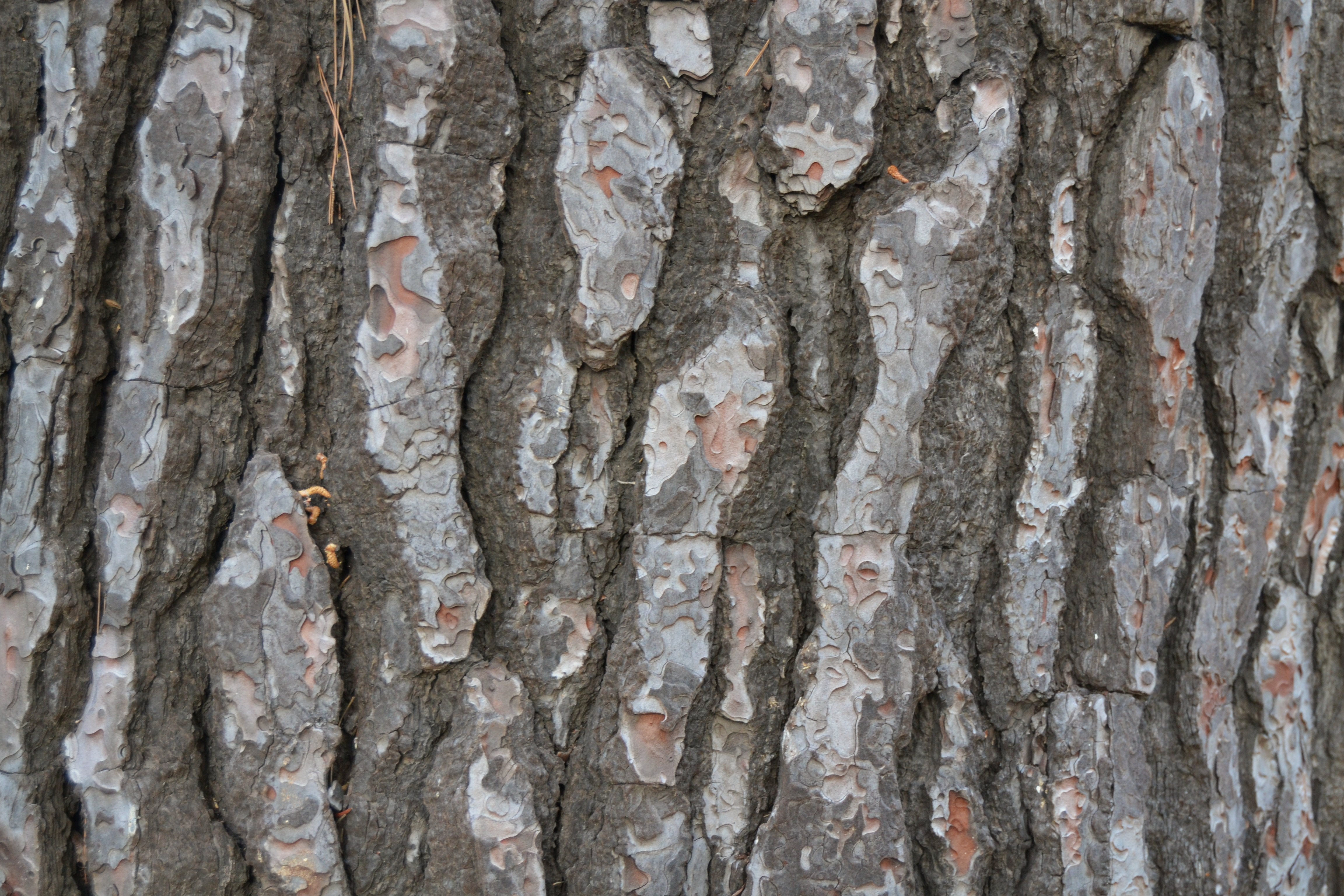
Borke

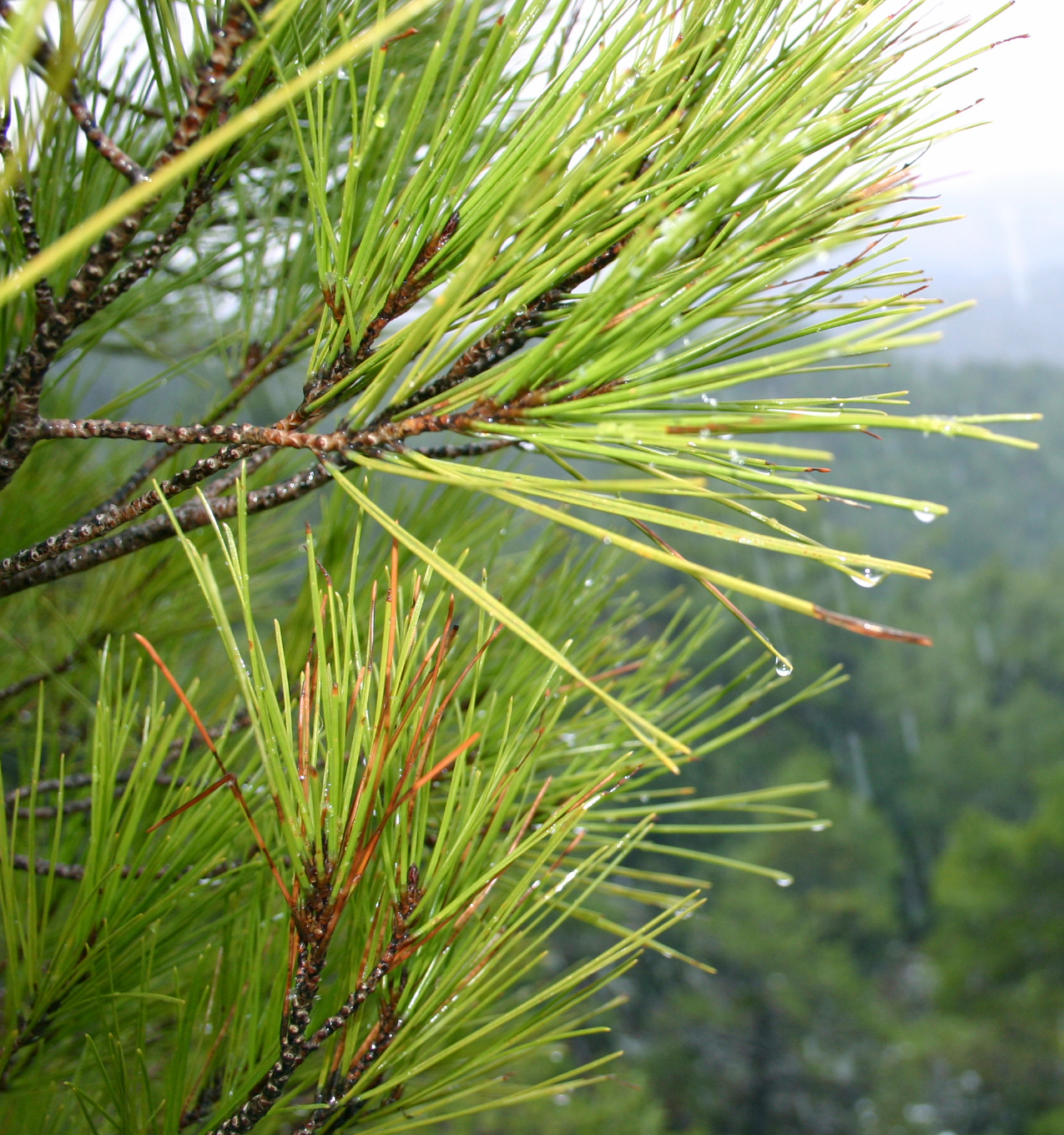
Zweige und Nadeln

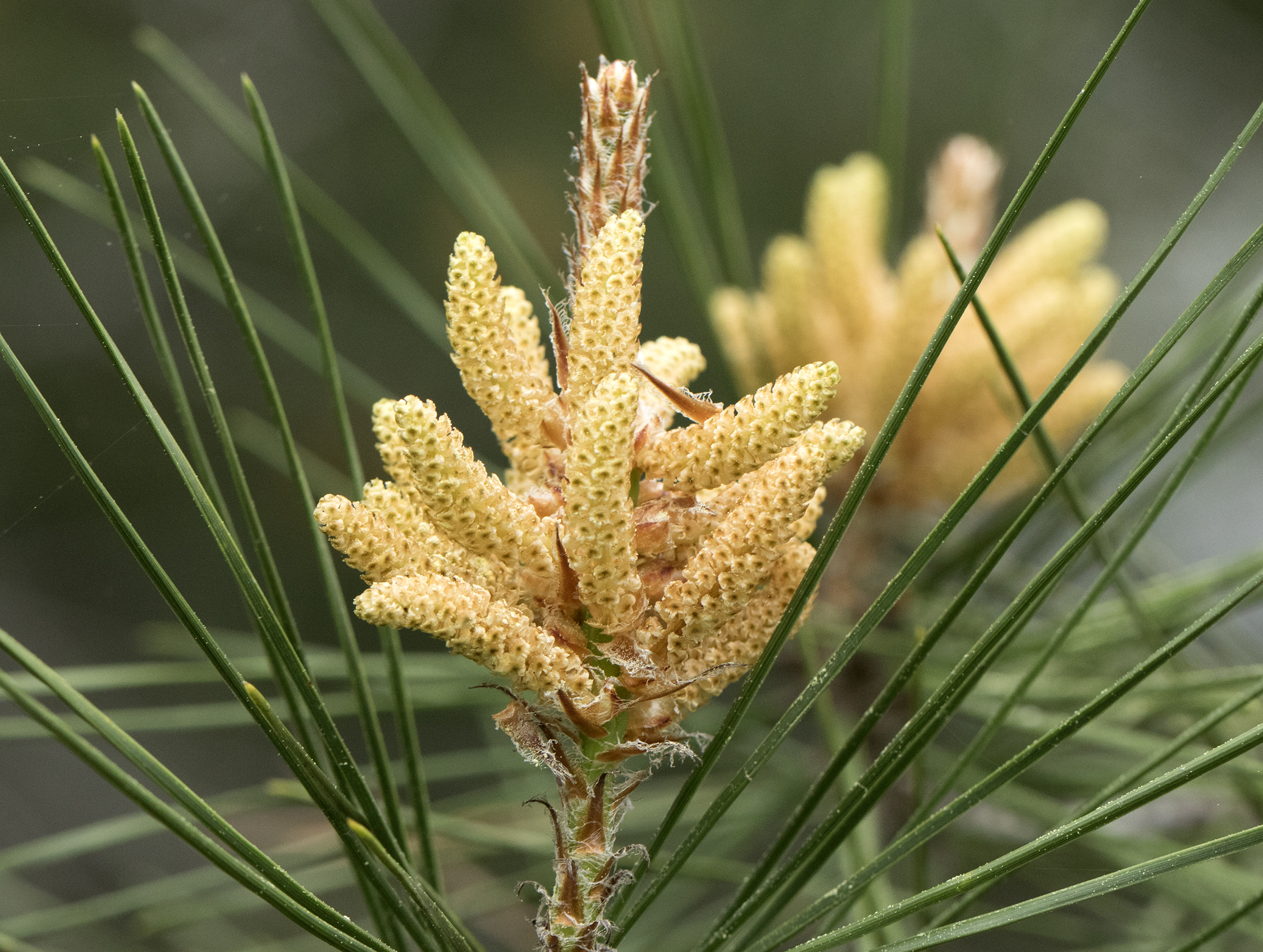
Männlicher Blütenstand

Die Winterknospen sind bei einer Länge von 10 bis 15 Millimetern eiförmig-konisch mit spitzem oberen Ende und nicht harzig. Die Knospenschuppen sind rötlich braun und haben weiße Haare entlang der Blattränder und eine zurückgebogene Spitze. Die Nadeln älterer Bäume wachsen paarweise oder selten zu dritt in einer bleibenden, 10 bis 16 Millimeter langen Nadelscheide. Die Nadeln sind hell- oder dunkelgrün, gerade und unelastisch, seltener weich und hängend, manchmal nur 5 meist 10 bis 18 und manchmal auch 29 Zentimeter lang und 1 bis 1,5 Millimeter dick. Der Nadelrand ist fein gesägt. Auf allen Nadelseiten gibt es feine Spaltöffnungslinien. Je Nadel werden mehrere nahe der Oberfläche verlaufende Harzkanäle gebildet. Die Nadeln bleiben 1,5 bis 2,5 Jahre am Baum und bilden sich etwa 9 Monate nach der Keimung. Nadeln jüngerer Bäume sind blau überhaucht, 1,5 bis 4 Zentimeter lang und wachsen kontinuierlich über zwei bis vier Jahre.

### Zapfen und Samen

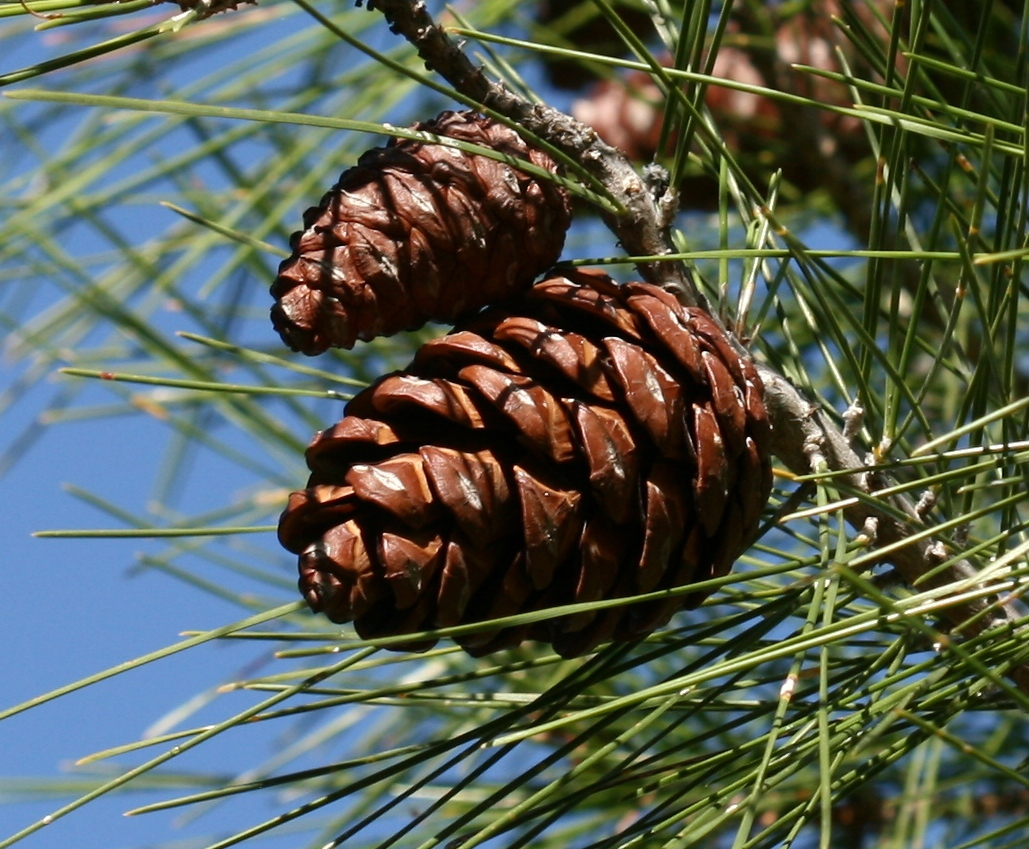
Junge Zapfen

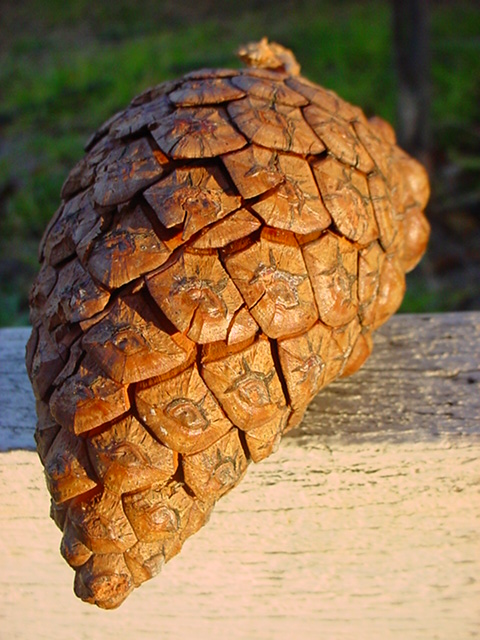
Reifer Samenzapfen

Die Pollenzapfen wachsen spiralig angeordnet in Gruppen. Sie sind gelb, kurz-zylindrisch und 1 bis 2 Zentimeter lang. Die Samenzapfen wachsen einzeln, paarweise oder zu dritt, selten zu viert in Wirteln. Sie sind kurz gestielt bis beinahe sitzend und stehen ausgewachsen nach vorne oder beinahe im rechten Winkel von den Zweigen ab. Sie sind geschlossen schmal bis breit eiförmig-konisch, eiförmig oder selten beinahe rund, manchmal nur 4 meist 6 bis 11 und manchmal bis 13 Zentimeter lang und 3 bis 5 Zentimeter breit. Geöffnet haben sie Durchmesser von 5 bis 8 Zentimetern. Sie sind anfangs grün und bei Reife glänzend rotbraun. Die Samenschuppen sind dick holzig, steif, gerade und länglich. Die Apophyse ist glänzend rotbraun und unter Witterungseinfluss grau, in der Mitte des Zapfens etwa 20 Millimeter lang, flach oder leicht erhöht, mit mehr oder weniger rhombischem Umriss, häufig mit abgerundetem oberen Rand, quer gekielt und mit dünnen von der Mitte ausgehenden Streifen versehen. Der Umbo ist flach oder etwas eingesenkt, unbewehrt, hell- oder graubraun, 4 bis 7 Millimeter lang, mit breit rhombischem Umriss. Die Samen sind verkehrt-eiförmig, 6 bis 7 manchmal auch bis 8 Millimeter lang, etwa 5 Millimeter breit, leicht abgeflacht, graubraun und manchmal dunkel gefleckt. Der Samenflügel ist 14 bis 20 Millimeter lang, 8 bis 11 Millimeter breit, durchscheinend graubraun mit dunkleren Streifen.
Die Samen reifen zwei Jahre nach der Bestäubung und öffnen sich abhängig von den Umgebungsbedingungen noch im gleichen Sommer bis ein oder zwei Jahre später. Die Samen werden jedoch häufig erst im Winter abgegeben, wenn die Schuppen durch die Regenfälle weicher werden.

### Chromosomenzahl
Die Chromosomenzahl beträgt 2n = 24.

## Verbreitung, Ökologie und Gefährdung
Das natürliche Verbreitungsgebiet der Kalabrischen Kiefer liegt im östlichen Mittelmeergebiet, rund um das Schwarze Meer und im westlichen Asien. Man findet sie in Griechenland einschließlich der ägäischen Inseln und Kreta, in der Türkei und im Libanon, auf der Halbinsel Krim, in Bulgarien, in Georgien im Kaukasus, im Nordwesten des Iran, im Norden des Iraks und im Westen Syriens. In Kalabrien, das auch im deutschen Namen vorkommt, ist sie ausgestorben. Pinus brutia wächst von Meereshöhe bis in Höhen von 1500 Metern. Sie bildet umfangreiche, offene Reinbestände oder Nadelwälder zusammen mit der Mittelmeer-Zypresse (Cupressus sempervirens) und dem Griechischen Wacholder (Juniperus excelsa) und mit der Kermes-Eiche (Quercus coccifera), dem Mastixstrauch (Pistacia lentiscus) und anderen Trockenheit tolerierenden Bäumen offene Mischwälder. Die Bestände regenerieren sich nach Buschfeuer durch die abgegebenen Samen rasch und die Art kann sich auch in der Macchie behaupten, wenn diese mehrere Jahre von Feuer verschont bleibt. Das nahe der Küste liegende Verbreitungsgebiet wird durch das mediterrane Klima bestimmt mit kalten, feuchten Wintern und heißen, trockenen Sommern. Natürliche Bestände haben im Gegensatz zu forstwirtschaftlich angelegten ein reiches Unterholz aus Sträuchern und krautigen Pflanzen, das einen wichtigen Lebensraum unterschiedlicher Wildtiere bildet.
In der Roten Liste der IUCN wird Pinus brutia als nicht gefährdet („Lower Risk/least concern“) geführt. Es wird jedoch darauf hingewiesen, dass eine Neubeurteilung aussteht.

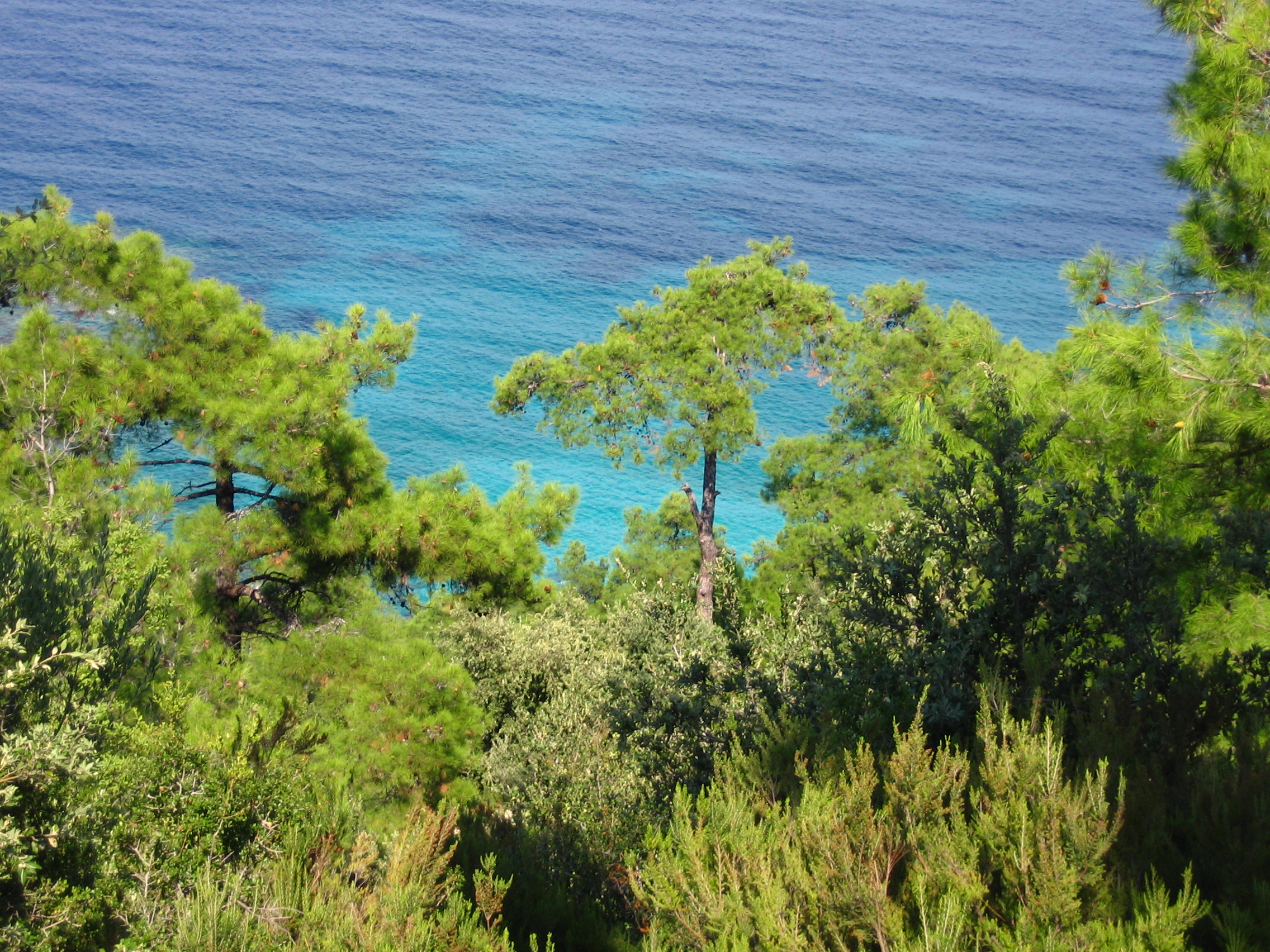
Kalabrische Kiefern in einem Wald auf Thassos

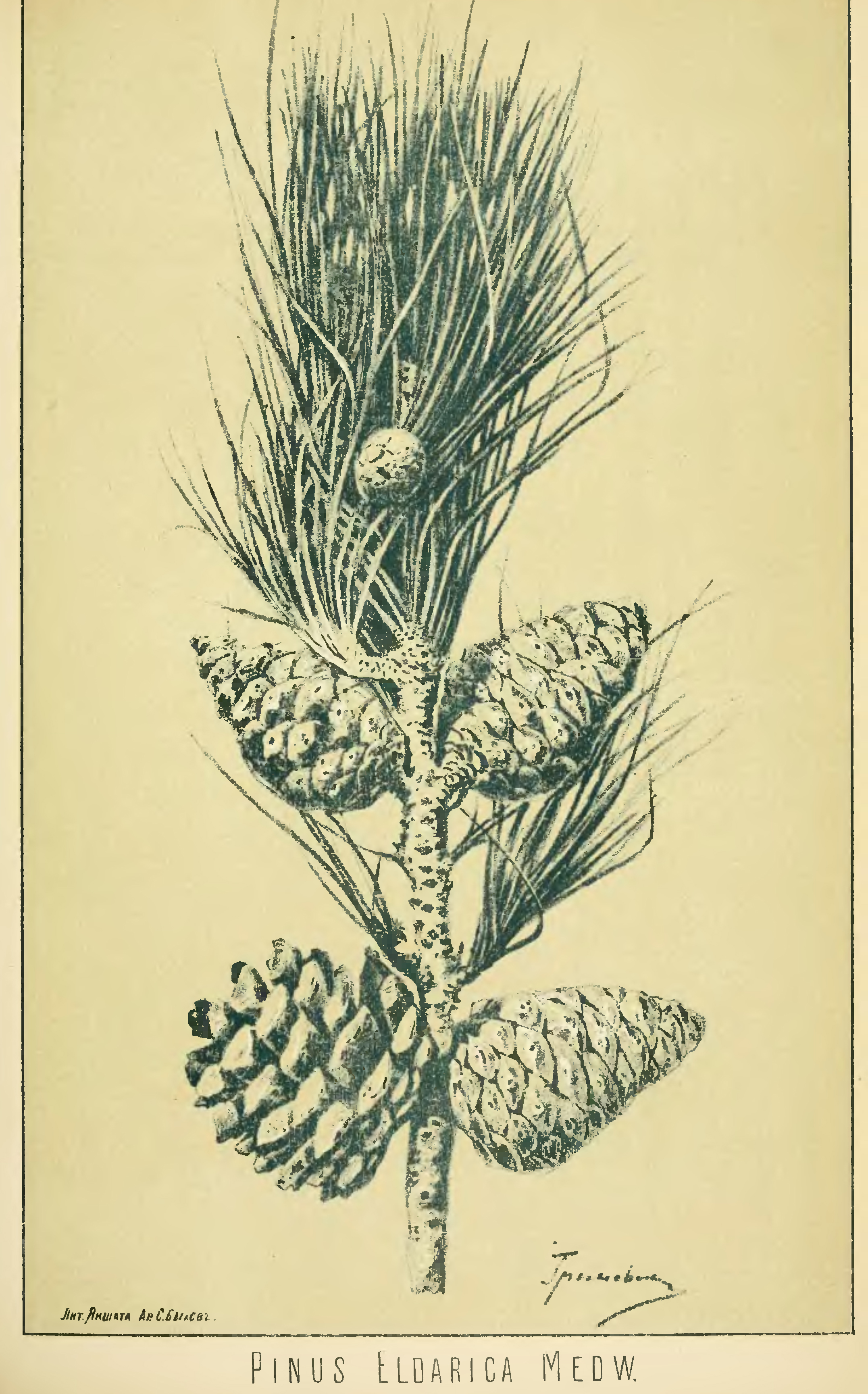
Illustration zur Varietät Pinus brutia var. eldarica (Medw.) Silba

## Systematik und Forschungsgeschichte
Die Kalabrische Kiefer (Pinus brutia) ist eine Art aus der Gattung der Kiefern (Pinus), in der sie der Untergattung Pinus, Sektion Pinus und Untersektion Pinaster zugeordnet ist.
Die Erstbeschreibung von Pinus brutius erfolgte 1811 durch Michele Tenore in Flora Napolitana Band 1, S. LXXII. Das Artepitheton, das in brutia korrigiert wurde, leitet sich wahrscheinlich von Brutium ab, dem römischen Namen des Gebiets, in dem heute Kalabrien liegt. Weitere Synonyme für Pinus brutius Ten. sind: Pinus halepensis subsp. brutia  (Ten.) Holmboe, Pinus halepensis var. brutia  (Ten.) A.Henry, Pinus persica Fox-Strangw.
Von Pinus brutia werden vier Varietäten unterschieden:
- Pinus brutia Ten. var. brutia: Die Nadeln stehen waagrecht und sind 10 bis 18 Zentimeter lang. Die Samenzapfen sind eiförmig-konisch, die Apophyse ist rotbraun. Das Verbreitungsgebiet liegt im östlichen Mittelmeerraum und in der Türkei.[10]
- Pinus brutia var. eldarica (Medw.) Silba (Syn.: Pinus eldarica Medw.): Die Samenzapfen sind eiförmig-rundlich, die Apophyse ist leicht erhöht und weißlich grau. Das Verbreitungsgebiet liegt in Georgien, in Aserbaidschan nahe der Grenze zu Georgien, im Nordwesten des Iran und im Norden des Irak. Möglicherweise gibt es auch Vertreter in Afghanistan. Dort wächst sie in halbtrockenen Kiefernwäldern vermischt mit hartlaubigen Laubbäumen.[10] Für die IUCN fehlen für die Varietät ausreichende Daten („Data Deficient“), um eine Beurteilung der Gefährdung vorzunehmen. Als Grund dafür wird das nur unzureichend bekannte Verbreitungsgebiet und fehlende Daten zur Entwicklung der Bestände angegeben. Die einzigen gesicherten Bestände gibt es im Grenzgebiet zwischen Georgien und Aserbaidschan.[11] Das Taxon wurde 1903 von Jakow Sergejewitsch Medwedew als eigene Art Pinus eldarica Medw. (Basionym) erstbeschrieben, jedoch sind die Unterschiede zur Varietät brutia so gering, dass sogar die Unterscheidung als Varietät fraglich ist. Das Taxon wurde von John Silba 1985 als Varietät in die Art Pinus brutia gestellt.[10][12]
- Pinus brutia var. pendulifolia Frankis: Die Nadeln sind hängend und 18 bis 29 Zentimeter lang. Die Samenzapfen sind eiförmig-konisch, die Apophyse ist rotbraun.[10] Das Verbreitungsgebiet liegt in der Provinz Muğla in der Türkei.[13]
- Pinus brutia var. pityusa (Steven) Silba (Syn.: Pinus pityusa Steven, Pinus stankewiczii (Sukaczev) Fomin): Die Nadeln sind 5 bis 8 Zentimeter lang und stehen waagrecht. Die Samenzapfen sind eiförmig-konisch, die Apophyse ist rotbraun. Das Verbreitungsgebiet liegt in Russland in der Region Krasnodar, in Abchasien, Georgien und auf der Krim in der Ukraine.[13] In der Roten Liste der IUCN wird die Varietät als gefährdet („Vulnerable“) geführt. Es wird jedoch darauf hingewiesen, dass eine Neubeurteilung aussteht.[14] Das Taxon wurde 1838 von Christian von Steven als eigene Art Pinus pityusa Steven erstbeschrieben und von John Silba 1985 als Varietät der Art Pinus brutia zugerechnet. Weitere Synonyme sind Pinus pityusa var. stankewiczii Sukaczev und Pinus brutia var. stankewiczii (Sukaczev) Frankis.[13][15]

## Verwendung
Die Kalabrische Kiefer wurde im Gebiet des östlichen Mittelmeers und rund ums Schwarze Meer häufig gepflanzt. Zusammen mit der Aleppo-Kiefer (Pinus halepensis) kann sie im mediterranen Klima am einfachsten kultiviert werden. Selbst die alten Bestände aus Kalabrien, die auch für die Erstbeschreibung herangezogen wurden, könnten dort nur eingebürgert worden sein. Durch die häufige Verwendung der Aleppo-Kiefer werden jedoch die Unterschiede zur Kalabrischen Kiefer durch Einkreuzen auch in natürlichen Beständen verwaschen, obwohl sich die Kalabrische Kiefer durch eine forstwirtschaftlich bessere Stammform und einen rascheren Wuchs auszeichnet. Das Holz wird zur Herstellung von Zaunpfosten und Telefonmasten, als Bauholz, für Bahnschwellen, Behältnisse und Zellstoff verwendet. Das Harz dient seit Alters her dem Aromatisieren von Weißwein, beispielsweise Retsina. In der Türkei werden die Kiefern bis heute hauptsächlich für die Herstellung von Terpentin geharzt. Im Gartenbau wird sie selten verwendet, außerdem selten als Parkbaum in mediterranen Gegenden gepflanzt. Im Südosten Australiens gab es Versuche, die Art in der Forstwirtschaft einzusetzen.
Untersuchungen an Holzkohle aus der Periode zwischen der Bronzezeit und dem Hellenismus ergaben auf Zypern, das Hauptlieferant für Kupfer war, dass Pinus brutia 23 % der Holzkohle lieferte, die für den Schmelzprozess gebraucht wurde, während 71 % der Holzkohle von Olivenbäumen stammten.